# Anthony Watson
Anthony Kenneth C. Watson (Ashford, 26 febbraio 1994) è un rugbista internazionale per l'Inghilterra, tre quarti ala e, talora, estremo del Bath.

## Biografia
Cresciuto scolasticamente e rugbisticamente al St George's College di Weybridge, a 17 anni fu nei London Irish con cui esordì in campionato il 24 settembre 2011 contro Newcastle, unica sua apparizione in Premiership per quella stagione.
Selezionato a livello internazionale per la Under-20 inglese, trascorse a Londra la stagione 2012-13 per poi trasferirsi al Bath, club che, dopo la prima stagione in cui realizzò 5 mete in 29 presenze ufficiali complessive gli propose un rinnovo di contratto fino al 2017.
L'esordio per l'Inghilterra maggiore è del novembre 2014, giorno in cui il C.T. Lancaster lo fece subentrare durante un test match di fine anno contro la Nuova Zelanda a Twickenham; la settimana successiva, contro il Sudafrica, disputò il suo primo incontro da titolare; la prima meta giunse nel Sei Nazioni 2015 contro il Galles.
Ha fatto parte della rosa inglese alla Coppa del Mondo di rugby 2015.